# Бауэр, Александр Августович
Александр Августович Бауэр (1883—1944) — русский агроном

, профессор.

## Биография
Родился 12 июня 1883 года[по какому календарю?] в Одессе, в семье почтово-телеграфного чиновника, потомка выходцев из Германии.
Учился в Одесском, затем в Херсонском земском сельскохозяйственном училище, которое окончил с отличием в 1905 году. В течение двух лет учился на естественном отделении физико-математического факультета Новороссийского университета, затем был вольнослушателем в Новоалександрийском институте сельского хозяйства и лесоводства, который окончил в 1910 году.
С 1911 года по приглашению Владимирского губернского земства работал заведующим Владимирским опытным полем; в это же время им была создана во Владимире и первая агрохимическая лаборатория.
Практически сразу им были получены выдающиеся результаты; он отмечал:

Во Владимирской губернии на земском опытном поле в губ. гор. Владимире средний урожай ржи равен 146 пудам (средний за 3 года, с 1911 по 1913) с десятины, а на таких же крестьянских землях в этой губернии получают урожай всего в 48 пудов. Значит, и у нас возможно получать хорошие урожаи.

Хотя в России жители ее с покон веков и занимаются главным образом земледелием, однако сельскохозяйственные умения и знания наших русских хозяев весьма невелики, до крайности просты и до сего времени первобытны. Это-то и составляет одну из важнейших причин отсталости нашего земледелия...
— «Рожь или жито – русское национальное растение»
Во Владимирском практическом институте народного образования читал курсы по сельскому хозяйству и физической географии, был активным членом Владимирского губернского научного общества по изучению местного края.
В 1922 году переехал в Москву, где занял должность профессора Зоотехнического института; также читал лекции в других московских вузах.
Умер 14 октября 1944 года в Москве. Похоронен на Введенском кладбище (уч. 21).